# 耶奥里·约翰松 (冰球运动员)
耶奥里·约翰松（瑞典語：Georg Johansson，1898年5月10日—1964年4月20日），瑞典男子冰球运动员，场上位置是前锋。他曾代表瑞典国家队参加1920年夏季奥林匹克运动会冰球比赛，获得第4名。